# Campeonato Baiano 2023
El Campeonato Baiano de Fútbol 2023 fue la 119.ª edición de la primera división de fútbol del estado de Bahía. El torneo fue organizado por la Federação Bahiana de Futebol (FBF). El torneo comenzó el 10 de enero y finalizó el 2 de abril.
Bahia se consagró campeón después de tres años tras vencer en la final a Jacuipense, consiguiendo su título estatal número 50.

## Sistema de juego[2]

### Primera fase
Los 10 equipos se enfrentan en modalidad de todos contra todos a una sola rueda. Culminadas las nueve fechas, los dos últimos equipos posicionados en la tabla de posiciones descienden a la Segunda División. Mientras que los cuatro primeros clasifican a las semifinales.

### Segunda fase
- Semifinales: Los enfrentamientos son a doble partido y se emparejan con respecto al puntaje de la primera fase, de la siguiente forma:
  - 1.º vs. 4.º
  - 2.º vs. 3.º

- Nota Semifinales: El equipo con menor puntaje en la primera fase comienza la llave como local.

- Final: Los dos ganadores de las semifinales disputan la final, se juega de igual manera a doble partido.

- Nota Final: El equipo con menor puntaje acumulado comienza la llave como local.

## Equipos participantes
| Equipo                 | Ciudad             | Estadio (Capacidad)       | Posición 2022      | Títulos (último) |
| ---------------------- | ------------------ | ------------------------- | ------------------ | ---------------- |
| Atlético de Alagoinhas | Alagoinhas         | Carneirão (16 000)        | Campeón            | 2 (2022)         |
| Bahia                  | Salvador           | Arena Fonte Nova (47 907) | 6.º                | 49 (2020)        |
| Bahia de Feira         | Feira de Santana   | Arena Cajueiro (4000)     | 3.º                | 1 (2011)         |
| Barcelona de Ilhéus    | Ilhéus             | Mário Pessoa (7000)       | 4.º                | 0                |
| Doce Mel               | Ipiaú              | Barbosão (8000)           | 8.º                | 0                |
| Itabuna                | Itabuna            | Itabunão (9200)           | 1.º (2.ª división) | 0                |
| Jacobinense            | Jacobina           | José Rocha (5000)         | 2.º (2.ª división) | 0                |
| Jacuipense             | Riachão do Jacuípe | Valfredão (5000)          | 2.º                | 0                |
| Juazeirense            | Juazeiro           | Adautão (8000)            | 7.º                | 0                |
| Vitória                | Salvador           | Barradão (30 618)         | 5.º                | 29 (2017)        |

| Crecimiento | Equipos provenientes del Campeonato Baiano de Segunda División 2022. |

## Primera fase

### Tabla de posiciones
| Pos. | Equipo                 | Pts. | PJ | G | E | P | GF | GC | Dif. | Clasificación          |
| ---- | ---------------------- | ---- | -- | - | - | - | -- | -- | ---- | ---------------------- |
| 1    | Bahia                  | 21   | 9  | 7 | 0 | 2 | 12 | 9  | +3   | Fase final.            |
| 2    | Jacuipense             | 17   | 9  | 5 | 2 | 2 | 13 | 9  | +4   | Fase final.            |
| 3    | Juazeirense            | 16   | 9  | 5 | 1 | 3 | 12 | 8  | +4   | Fase final.            |
| 4    | Itabuna                | 15   | 9  | 4 | 3 | 2 | 13 | 9  | +4   | Fase final.            |
| 5    | Bahia de Feira         | 13   | 9  | 3 | 4 | 2 | 13 | 10 | +3   |                        |
| 6    | Vitória                | 12   | 9  | 3 | 3 | 3 | 11 | 11 | 0    |                        |
| 7    | Barcelona de Ilhéus    | 10   | 9  | 2 | 4 | 3 | 8  | 8  | 0    |                        |
| 8    | Atlético de Alagoinhas | 9    | 9  | 2 | 3 | 4 | 8  | 8  | 0    |                        |
| 9    | Jacobinense            | 7    | 9  | 2 | 1 | 6 | 5  | 13 | −8   | Descenso de categoría. |
| 10   | Doce Mel               | 3    | 9  | 0 | 3 | 6 | 3  | 13 | −10  | Descenso de categoría. |

 Fuente: FBF
Criterios de clasificación: 1) Puntos; 2) Partidos ganados; 3) Diferencia de gol; 4) Goles anotados; 5) Enfrentamiento directo entre los equipos en cuestión; 6) Menor cantidad de tarjetas rojas; 7) Menor cantidad de tarjetas amarillas; 8) Sorteo.

### Resultados
| Local \ Visitante      | ALA | BAH | BFE | BAR | DOC | ITA | JCB | JCP | JUA | VIT |
| ---------------------- | --- | --- | --- | --- | --- | --- | --- | --- | --- | --- |
| Atlético de Alagoinhas | —   | —   | 4–0 | —   | 0–0 | 0–0 | —   | 0–1 | —   | 1–2 |
| Bahia                  | 2–1 | —   | 2–1 | —   | —   | —   | —   | —   | 3–1 | 1–0 |
| Bahia de Feira         | —   | —   | —   | 0–0 | —   | 4–0 | 3–0 | 3–2 | —   | 1–1 |
| Barcelona de Ilhéus    | 1–1 | 1–2 | —   | —   | 3–0 | 0–1 | 1–1 | —   | —   | —   |
| Doce Mel               | —   | 0–1 | 1–1 | —   | —   | —   | —   | 0–1 | 1–2 | —   |
| Itabuna                | —   | 4–0 | —   | —   | 1–1 | —   | 1–0 | —   | 1–2 | —   |
| Jacobinense            | 0–1 | 1–0 | —   | —   | 1–0 | —   | —   | —   | 0–2 | —   |
| Jacuipense             | —   | 0–1 | —   | 3–1 | —   | 1–1 | 3–2 | —   | 1–0 | —   |
| Juazeirense            | 2–0 | —   | 0–0 | 0–1 | —   | —   | —   | —   | —   | 3–1 |
| Vitória                | —   | —   | —   | 0–0 | 3–0 | 1–4 | 2–0 | 1–1 | —   | —   |

## Fase final

#### Cuadro de desarrollo
|  | Semifinales       | Semifinales       | Semifinales       | Semifinales       | Semifinales       |   |   | Final                    | Final                    | Final                    | Final                    | Final                    |  |
|  | 11 al 19 de marzo | 11 al 19 de marzo | 11 al 19 de marzo | 11 al 19 de marzo | 11 al 19 de marzo |   |   | 26 de marzo y 2 de abril | 26 de marzo y 2 de abril | 26 de marzo y 2 de abril | 26 de marzo y 2 de abril | 26 de marzo y 2 de abril |  |
|  |                   |                   |                   |                   |                   |   |   |                          |                          |                          |                          |                          |  |
|  |                   |                   |                   |                   |                   |   |   |                          |                          |                          |                          |                          |  |
|  | 1                 | Bahia             | 0                 | 4                 | 4                 |   |   |                          |                          |                          |                          |                          |  |
|  | 1                 | Bahia             | 0                 | 4                 | 4                 |   |   |                          |                          |                          |                          |                          |  |
|  | 4                 | Itabuna           | 1                 | 1                 | 2                 |   |   |                          |                          |                          |                          |                          |  |
|  | 4                 | Itabuna           | 1                 | 1                 | 2                 |   | 1 | Bahia                    | 1                        | 3                        | 4                        |                          |  |
|  |                   |                   |                   |                   |                   |   | 1 | Bahia                    | 1                        | 3                        | 4                        |                          |  |
|  |                   |                   | 2                 | Jacuipense        | 1                 | 0 | 1 |                          |                          |                          |                          |                          |  |
|  | 2                 | Jacuipense        | 2                 | Jacuipense        | 1                 | 0 | 1 | 1                        | 3                        | 4                        |                          |                          |  |
|  | 2                 | Jacuipense        |                   |                   |                   |   |   | 1                        | 3                        | 4                        |                          |                          |  |
|  | 3                 | Juazeirense       | 0                 | 0                 | 0                 |   |   |                          |                          |                          |                          |                          |  |
|  | 3                 | Juazeirense       | 0                 | 0                 | 0                 |   |   |                          |                          |                          |                          |                          |  |
|  |                   |                   |                   |                   |                   |   |   |                          |                          |                          |                          |                          |  |

Nota: El equipo que ocupa la primera línea es el que define la serie como local.

| Bandera del estado de Bahía |
| Campeón                     |
| Bahia 50.° título           |

## Clasificación final
| Pos. | Equipo                 | Pts. | PJ | G | E | P | GF | GC | Dif. | Clasificación                                                  |
| ---- | ---------------------- | ---- | -- | - | - | - | -- | -- | ---- | -------------------------------------------------------------- |
| 1.º  | Bahia (C)              | 28   | 13 | 9 | 1 | 3 | 20 | 12 | +8   | Copa de Brasil 2024 y Copa do Nordeste 2024.                   |
| 2.º  | Jacuipense             | 24   | 13 | 7 | 3 | 3 | 18 | 13 | +5   | Copa de Brasil 2024, Pre-Copa do Nordeste 2024 y Serie D 2024. |
| 3.º  | Itabuna                | 18   | 11 | 5 | 3 | 3 | 15 | 13 | +2   | Copa de Brasil 2024 y Serie D 2024.                            |
| 4.º  | Juazeirense            | 16   | 11 | 5 | 1 | 5 | 12 | 12 | 0    | Serie D 2024.                                                  |
| 5.º  | Bahia de Feira         | 13   | 9  | 3 | 4 | 2 | 13 | 10 | +3   |                                                                |
| 6.º  | Vitória                | 12   | 9  | 3 | 3 | 3 | 11 | 11 | 0    | Copa de Brasil 2024.                                           |
| 7.º  | Barcelona de Ilhéus    | 10   | 9  | 2 | 4 | 3 | 8  | 8  | 0    |                                                                |
| 8.º  | Atlético de Alagoinhas | 9    | 9  | 2 | 3 | 4 | 8  | 8  | 0    |                                                                |
| 9.º  | Jacobinense            | 7    | 9  | 2 | 1 | 6 | 5  | 13 | −8   | Segunda División 2024.                                         |
| 10.º | Doce Mel               | 3    | 9  | 0 | 3 | 6 | 3  | 13 | −10  | Segunda División 2024.                                         |

Reglas de clasificación: 1) Puntos; 2) Partidos ganados; 3) Diferencia de gol; 4) Goles anotados; 5) Enfrentamiento directo entre los equipos en cuestión; 6) Menor cantidad de tarjetas rojas; 7) Menor cantidad de tarjetas amarillas; 8) Sorteo.

## Goleadores
| Pos. | Jugador         | Equipo                 | Goles |
| ---- | --------------- | ---------------------- | ----- |
| 1    | Cesinha         | Itabuna                | 6     |
|      | Everaldo        | Bahia                  | 6     |
| 3    | Jeam            | Jacuipense             | 5     |
|      | Welder          | Jacuipense             | 5     |
| 5    | Deon            | Bahia de Feira         | 4     |
| 6    | Biel            | Bahia                  | 3     |
|      | Ricardo Goulart | Bahia                  | 3     |
|      | Rafinha         | Vitória                | 3     |
|      | Misael          | Atlético de Alagoinhas | 3     |
|      | Diego Torres    | Vitória                | 3     |
|      | Caíque          | Bahia de Feira         | 3     |
|      | Cauly           | Bahia                  | 3     |

## Estadísticas

### Asistencia de local
| #    | Equipo                 | PJ | Total  | Promedio | Recaudación (R$) |
| ---- | ---------------------- | -- | ------ | -------- | ---------------- |
| 1.º  | Bahia                  | 6  | 176680 | 29447    | 4.575.569,00     |
| 2.º  | Vitória                | 5  | 30538  | 6108     | 392.787,00       |
| 3.º  | Barcelona de Ilhéus    | 5  | 8696   | 1739     | 130.075,00       |
| 4.º  | Atlético de Alagoinhas | 5  | 8104   | 1621     | 166.860,00       |
| 5.º  | Itabuna                | 5  | 7381   | 1476     | 222.690,00       |
| 6.º  | Jacuipense             | 7  | 9868   | 1410     | 347.190,00       |
| 7.º  | Juazeirense            | 5  | 4710   | 942      | 59.820,00        |
| 8.º  | Bahia de Feira         | 5  | 4583   | 917      | 101.680,00       |
| 9.º  | Doce Mel               | 4  | 876    | 219      | 29.110,00        |
| 10.º | Jacobinense            | 4  | 0      | 0        | 0                |
| −    | Total                  | 51 | 251436 | 4930     | 6.025.781,00     |

### Partidos con más asistencia
| Fecha              | Local   | Resultado | Visita                 | Asistencia | Recaudación (R$) | Estadio          | Ref.   |
| ------------------ | ------- | --------- | ---------------------- | ---------- | ---------------- | ---------------- | ------ |
| Vuelta - Final     | Bahia   | 3 - 0     | Jacuipense             | 48.085     | 1.588.363,00     | Arena Fonte Nova | [ 5 ]  |
| 5.º - 1.ª Fase     | Bahia   | 1 - 0     | Vitória                | 46.456     | 1.460.965,50     | Arena Fonte Nova | [ 6 ]  |
| 1.º - 1.ª Fase     | Bahia   | 3 - 1     | Juazeirense            | 24.729     | 415.185,00       | Pituaçu          | [ 7 ]  |
| 3.º - 1.ª Fase     | Bahia   | 2 - 1     | Atlético de Alagoinhas | 23.302     | 397.380,50       | Arena Fonte Nova | [ 8 ]  |
| Vuelta - Semifinal | Bahia   | 4 - 1     | Itabuna                | 19.980     | 548.276,00       | Arena Fonte Nova | [ 9 ]  |
| 7.º - 1.ª Fase     | Bahia   | 2 - 1     | Bahia de Feira         | 14.128     | 165.399,00       | Arena Fonte Nova | [ 10 ] |
| 2.º - 1.ª Fase     | Vitória | 1 - 4     | Itabuna                | 8.071      | 112.767,50       | Barradão         | [ 11 ] |

### Partidos con menos asistencia
| Fecha          | Local               | Resultado | Visita                 | Asistencia | Recaudación (R$) | Estadio        | Ref.   |
| -------------- | ------------------- | --------- | ---------------------- | ---------- | ---------------- | -------------- | ------ |
| 4.º - 1.ª Fase | Bahia de Feira      | 0 - 0     | Barcelona de Ilhéus    | 189        | 4.100,00         | Arena Cajueiro | [ 12 ] |
| 9.º - 1.ª Fase | Bahia de Feira      | 3 - 0     | Jacobinense            | 155        | 3.720,00         | Arena Cajueiro | [ 13 ] |
| 2.º - 1.ª Fase | Juazeirense         | 0 - 1     | Barcelona de Ilhéus    | 142        | 2.940,00         | Adautão        | [ 14 ] |
| 1.º - 1.ª Fase | Doce Mel            | 0 - 1     | Jacuipense             | 103        | 1.030,00         | Pituaçu        | [ 15 ] |
| 1.º - 1.ª Fase | Itabuna             | 1 - 0     | Jacobinense            | 93         | 1.530,00         | Lomantão       | [ 16 ] |
| 1.º - 1.ª Fase | Barcelona de Ilhéus | 1 - 1     | Atlético de Alagoinhas | 49         | 800,00           | Lomantão       | [ 17 ] |
| 6.º - 1.ª Fase | Doce Mel            | 1 - 2     | Juazeirense            | 47         | 1.410,00         | Waldomirão     | [ 18 ] |

- Nota: Todos los partidos de Jacobinense como local en el Arena Cajueiro se jugaron sin público.[19][20][21][22]